# Reni
Reni (în rusă Рени, în ucraineană Рені) este un oraș în regiunea Odesa (Ucraina), raionului Ismail. Este situat la o distanță de 320 km sud-vest de orașul Odesa și la 22 km de orașul românesc Galați.
Orașul este situat la o altitudine de 24 metri, pe malul stâng al Dunării (la 3 km aval de vărsarea Prutului în Dunăre), în partea de vest a raionului Reni. Are 19,947 locuitori, din care românofonii constituie 13.4% din populație, restul fiind în majoritate rusofoni. Nu au fost publicate date cu privință la compoziția etnică a orașului, însă recensământul din 2001 consemna în raionul Reni o proporție de 49% români (moldoveni), restul fiind alcătuit din ucraineni, ruși, bulgari, găgăuzi etc.

## Istoric

### Începuturi
Prima mențiune documentară a localității Reni are loc în anul 1548, perioadă când făcea parte din regiunea istorică Bugeac a Principatului Moldovei. Întemeietorul localității este considerat voievodul moldovean Iliaș al II-lea Rareș (1546-1551). Denumirea orașului provine de la cuvântul "nisip" ("arena" în limba latină).
Reniul a fost unul dintre cele două porturi la Dunăre ale Principatului Moldovei (cel de-al doilea fiind orașul Galați). În anul 1621 orașul a fost cucerit de turci, care i-au dat numele de Tomarova (sau Timarova).
În lucrarea Descriptio Moldaviae (Descrierea Moldovei), scrisă de către voievodul cărturar Dimitrie Cantemir în limba latină în perioada 1714-1716, orașul Reni este descris astfel: "Reni, cum era numit de moldoveni, dar căruia turcii îi zic astăzi Timarova, este o cetate de același fel, în apropiere de vărsarea Prutului în Dunăre. În ea nu se află niciun turc, deși este în stăpânirea turcească. Oștenii sunt cu toții creștini, moldoveni cu toții, a căror căpetenie este de aceeași lege; acesta este numit îndeobște beșliagasi și se află la porunca pașei din Silistra, care trebuie să fie totdeauna un seraschier" .
Prin Tratatul de pace de la București, semnat pe 16/28 mai 1812, între Imperiul Rus și Imperiul Otoman, la încheierea războiului ruso-turc din 1806 – 1812, Rusia a ocupat teritoriul de est al Moldovei dintre Prut și Nistru, pe care l-a alăturat Ținutului Hotin și Basarabiei/Bugeacului luate de la turci, denumind ansamblul Basarabia (în 1813) și transformându-l într-o gubernie împărțită în zece ținuturi (Hotin, Soroca, Bălți, Orhei, Lăpușna, Tighina, Cahul, Bolgrad, Chilia și Cetatea Albă, capitala guberniei fiind stabilită la Chișinău).
La începutul secolului al XIX-lea, conform recensământului efectuat de către autoritățile țariste în anul 1817, satul Reni făcea parte din Ocolul Prutului a Ținutului Ismail , ca reședință de ocol. În anul 1821, Reniul a obținut statutul de oraș.
În urma Tratatului de la Paris din 1856, care încheia Războiul Crimeii (1853-1856), Rusia a retrocedat Moldovei o fâșie de pământ din sud-vestul Basarabiei (cunoscută sub denumirea de Cahul, Bolgrad și Ismail). În urma acestei pierderi teritoriale, Rusia nu a mai avut acces la gurile Dunării. În urma Unirii Moldovei cu Țara Românească din 1859, acest teritoriu a intrat în componența noului stat România (numit până în 1866 "Principatele Unite ale Valahiei și Moldovei"). În urma Tratatului de pace de la Berlin din 1878, România a fost constrânsă să cedeze Rusiei acest teritoriu.

### Perioada interbelică

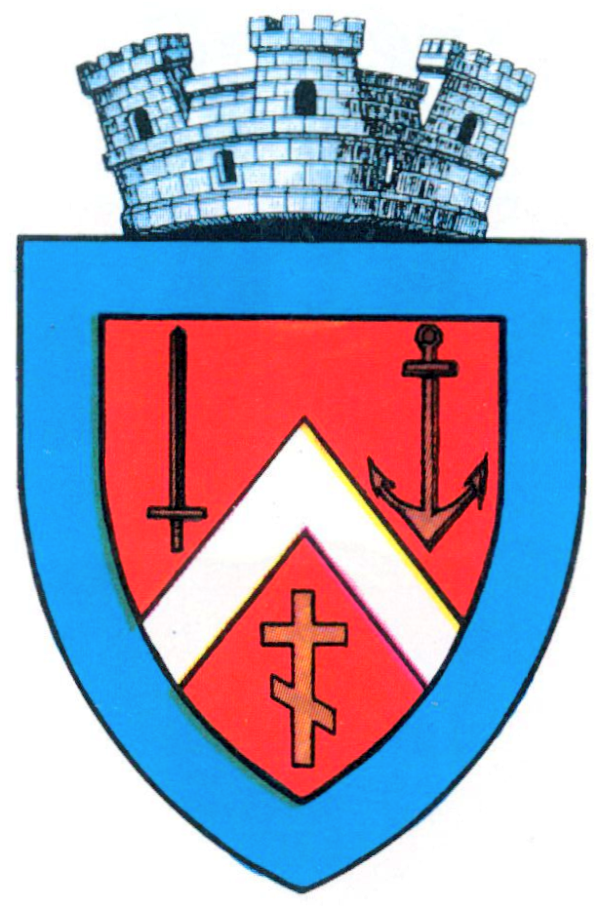
Stema interbelică a orașului Reni, adoptată în 1932.

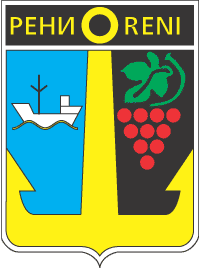
Stema bililgvă a orașului Reni adoptată în 1991.

În anul 1917, Republica Democratică Moldovenească și-a proclamat independența în granițele Basarabiei, incluzând și orașul Reni.
După Unirea Basarabiei cu România la 27 martie 1918, orașul Reni a făcut parte din componența României, ca localitate de reședință a Plasei Reni a județului Ismail. Pe atunci, majoritatea populației era formată din români, existând și comunități mici de ruși și evrei. La recensământul din 1930, s-a constatat că din cei 11.923 locuitori ai orașului, 6.112 erau români (51.26%), 3.472 ruși (29.12%), 1.170 evrei (9.81%), 376 bulgari (3.15%), 231 găgăuzi (1.94%), 175 greci (1.47%), 110 ucraineni (0.92%), 53 germani, 50 polonezi, 36 unguri, 15 turci, 13 armeni, 6 sârbi și 3 cehi.
În perioada interbelică au funcționat aici o pretură, o primărie, o judecătorie de ocol, o secție de poliție, o unitate de pompieri, un serviciu sanitar orășenesc, un serviciu veterinar, un serviciu hidraulic, un punct vamal, o căpitănie de port, o secție de poliție portuară, un oficiu P.T.T. de stat și un oficiu telefonic. Din cele trei drumuri naționale care străbăteau județul, doar unul trecea prin Reni: Galați – Reni – Bolgrad - Tarutino.
Orașul Reni era un port important pe malul stâng al Dunării, el fiind situat la o distanță de 22 km de Galați, la 93 km de orașul Ismail și la 220 km de București. Societatea S.R.D. efectua curse regulate pe linia Brăila – Galați – Reni – Isaccea – Tulcea – Ismail – Chilia Nouă – Chilia Veche - Periprava - Vâlcov (și înapoi). De asemenea, Reniul era și o stație de cale ferată pe linia Galați – Basarabeasca – Tighina.
Datorită așezării sale geografice la vărsarea Prutului în Dunăre, orașul Reni a devenit un important nod comercial, pe aici derulându-se un comerț dezvoltat de cereale, animale, porci, produse animale, păsări, cânepă, legume, miere, vin, ceară, produse mai ales din județele Basarabiei. Aici funcționau o uzină electrică, 3 fabrici de cărămizi, 2 fabrici de cherestea și 2 de ulei. De asemenea, își desfășurau activitatea în localitate două agenții bancare.
Fiind un centru important pe plan local, ființau aici un gimnaziu, 6 școli primare și 4 grădinițe. De asemenea, pentru ocrotirea sănătății își desfășurau activitatea un spital comunal de stat, 2 dispensare și un oficiu al Casei Asigurărilor Sociale din Galați care dispunea de servicii medicale în localitate .
Existau și societăți cultural-sportive (o filială a Ligii Culturale, 2 biblioteci publice, o societate muzicală și 3 societăți sportive), biserici (3 biserici ortodoxe, una lipovenească, una baptistă și una a creștinilor după Evanghelie) sau instituții de binefacere (un azil de bătrâni).

### Perioada postbelică

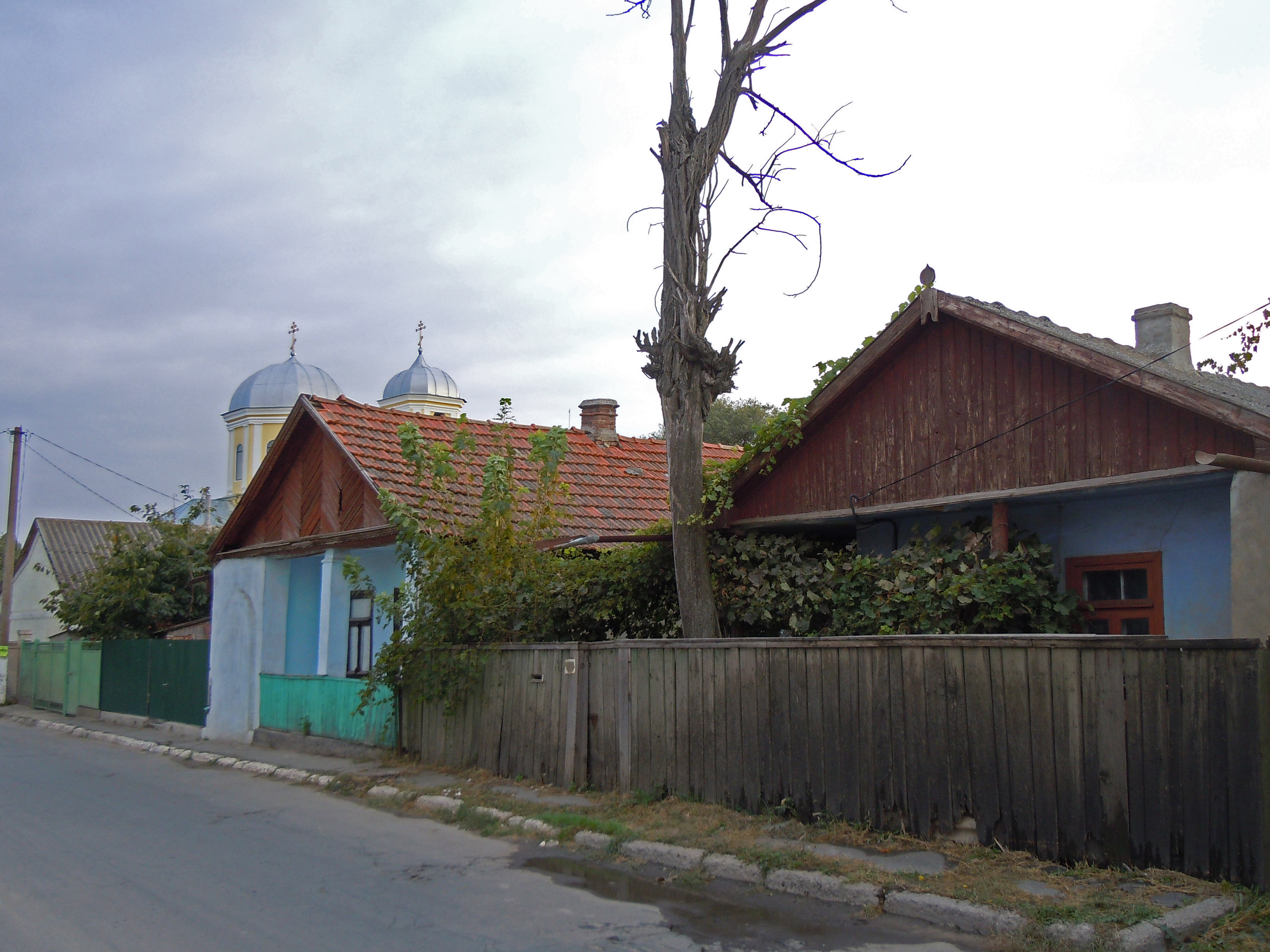
Case tipice

Ca urmare a Pactului Ribbentrop-Molotov (1939), Basarabia, Bucovina de Nord și Ținutul Herța au fost anexate de către URSS la 28 iunie 1940. După ce Basarabia a fost ocupată de sovietici, Stalin a dezmembrat-o în trei părți. Astfel, la 2 august 1940, a fost înființată RSS Moldovenească, iar părțile de sud (județele românești Cetatea Albă și Ismail) și de nord (județul Hotin) ale Basarabiei, precum și nordul Bucovinei și Ținutul Herța au fost alipite RSS Ucrainene. La 7 august 1940, a fost creată regiunea Ismail, formată din teritoriile aflate în sudul Basarabiei și care au fost alipite RSS Ucrainene .
În perioada 1941-1944, toate teritoriile anexate anterior de URSS au reintrat în componența României. Conform recensământului populației din toamna anului 1941, în orașul Reni locuiau 8.001 locuitori, dintre care 4.868 erau români (60.84%), 2.645 ruși (33.06%), 221 bulgari (2.76%), 64 evrei, 49 găgăuzi, 43 ucraineni, 32 polonezi, 11 germani și 68 de altă naționalitate. Este de remarcat faptul că numărul evreilor (în plin proces de deportare în Transnistria) era mai mare decât cel al ucrainenilor (URSS-ul încorporând această localitate RSS Ucrainene, deși ponderea ucrainenilor era de 0,54% din populația localității) .
În anul 1944, URSS a reocupat cele trei teritorii anexate în urma ultimatumului din 26 iunie 1940, iar sudul Basarabiei a fost integrată în componența RSS Ucrainene, conform organizării teritoriale făcute de Stalin după anexarea din 1940, când Basarabia a fost ruptă în trei părți.
Perioada ocupației sovietice a determinat modificări profunde în populația portului, foarte cosmopolit înainte de război. Evreii au dispărut din localitate, iar jumătate din populația românească a fost deportată în Siberia. În contrapartidă, au fost aduși aici numeroși ruși și ucraineni, ceea ce a schimbat componența etnică a orașului.
În anul 1954, Regiunea Ismail a fost desființată, iar localitățile componente au fost incluse în Regiunea Odesa. În anul 1969 a fost înființat raionul Reni, orașul Reni devenind centru raional. A început o perioadă de industrializare a orașului.
Începând din anul 1991, orașul Reni a devenit centru administrativ al raionului omonim al regiunii Odesa din cadrul Ucrainei independente. La 1 septembrie 1998, Universitatea din Dnepropetrovsk și-a deschis o filială la Reni cu două facultăți (de drept și de economie).
În prezent, Reni este unul dintre cele trei porturi importante ale Ucrainei la Dunăre și un centru industrial al regiunii Odesa. O cale ferată ce face legătura între Republica Moldova și Romania trece prin Reni, încă de când orașul făcea parte din componența României. În oraș se află șase școli, o filială a Universității din Dnepropetrovsk 
și trei biserici.
Orașul Reni este punct de trecere a frontierei în/din România (Reni - Tulcea - punct de trafic internațional de frontieră cu specific portuar) și în/din Republica Moldova (Reni - Giurgiulești - punct internațional de trecere auto și punct internațional de trecere feroviară).
În prezent, orașul are 19.947 locuitori. Principalul grup etnic din Reni este cel al ucrainenilor (32,5%), aceștia fiind urmați de moldoveni (români) (29,5%), ruși (21,5%), bulgari (8,4%) și găgăuzi (7,9%).
Conform recensământului din 2001, populația vorbitoare de limba rusă era majoritară cu 70.5%. Populația care recunoștea limba română ca limbă maternă era de 13.4%, urmată de cea care recunoștea limba ucraineană cu 12.5%.

## Demografie
Componența lingvistică a orașului Reni
     Rusă (70,54%)
     Română (13,37%)
     Ucraineană (12,5%)
     Găgăuză (1,52%)
     Bulgară (1,35%)
     Alte limbi (0,13%)
Conform recensământului din 2001, majoritatea populației orașului Reni era vorbitoare de rusă (70,54%), existând în minoritate și vorbitori de română (13,37%), ucraineană (12,5%), găgăuză (1,52%) și bulgară (1,35%).
- 1930: 11.923 (recensământ)
- 1941: 8.001 (recensământ)[9]
- 1989: 23.794 (recensământ) [13]
- 2001: 20.481 (recensământ)
- 2004: 20.761 (estimare)
- 2005: 19.947 (estimare)
- 2011: 19.488 (estimare)

Orașul Reni avea 20.761 de locuitori în 2001, dintre care 6.694 de etnici ucraineni (32,24%), 6.126 de moldoveni autoidentificați (români) (29,5%), 5.589 de etnici ruși (26,92%), 1.012 bulgari (4,86%), găuzi (4,36,87%), găuzi și 22 de români autoidentificați (0,11%).
Raionul Reni, în limitele sale de atunci, inclusiv orașul Reni, avea în 2001 40.680 de locuitori, dintre care 19.938 de moldoveni (români) (49,01%), 7.196 de etnici ucraineni (17,69%),  6.136 de etnici ruși (15,08%),  3.439 bulgari (8,45%), 736 găgăuzi (1,81%) și 36 români autoidentificați (0,09%).
Reni era singurul raion din Bugeac care avea o populație majoritar românească (moldovenească).

## Personalități
- Grigori Veinbaum (1891–1918), revoluționar rus, bolșevic.
- Andrei Piescu (1896–1978), fitotehnist și cercetător român.
- Aristide Dovatur (1897–1982), filolog și istoric sovietic cu rădăcini românești.
- Alexandru Nicolaevici Deutsch (1900–1986), astronom sovietic cu rădăcini românești.
- Iosl Lerner (1903–1987), poet evreu de limba idiș.
- Rudolf Caplanschi (1911–1966), cântăreț și violonist sovietic moldovean.
- Victor Zâmbrea (1924-2000), pictor și disident basarabean
- Valeriu Graur (1940–2012), disident politic basarabean, membru al Frontul Național Patriotic din Moldova.
- Pavel Cebanu (n. 1955), fotbalist și antrenor moldovean.
- Vitalie Pușcuța (n. 1974), antrenor și fost fotbalist ucrainean de origine moldovenească

## Obiective turistice
- Catedrala ortodoxă din Reni - construită în 1858